# Coronel (Concepción)
Coronel is een stad en gemeente in de Chileense provincie Concepción in de regio Biobío. Coronel telde 116.262 inwoners in 2017 en heeft een oppervlakte van 279 km².

## Geschiedenis
Op 1 november 1914 werd als onderdeel van de Eerste Wereldoorlog voor de kust van Coronel de Slag bij Coronel uitgevochten tussen Britse en Duitse oorlogsschepen, die door de Duitsers gewonnen werd.

## Geboren
- Arturo Torres (1906-1987), voetballer en voetbalcoach